# Clerotilia flavomarginata
Clerotilia flavomarginata es un coleóptero de la familia Chrysomelidae.
Fue descrita científicamente en 1885 por Jacoby.